# Állattenyésztők napja
Az állattenyésztők napja Magyarországon szeptember 29.,  a magyar Országgyűlés 34/2020. (XI. 4.) OGY határozatával megalapított ünnepnap. A nap kiválasztásánál döntő szempont volt, hogy a Szent Mihály-napi hagyomány szerint  ez a nap a  gazdasági év fordulója és 
az állatoknak  legelőről történő behajtásának napja.  A határozat 3. pontja értelmében a magyar Országgyűlés támogatja és szorgalmazza olyan rendezvények szervezését, továbbá olyan  kiadványok publikálását, amelyek az állattenyésztők áldozatos munkájáról méltó módon megemlékeznek.

## Forrás
Magyar Közlöny